# Aleutian Range
Aleutian Range er en stor bjergkæde beliggende i det sydvestlige Alaska. Den strækker sig fra Chakachamna-søen (130 km sydvest for Anchorage) til Unimak Island, som ligger på spidsen af Alaskahalvøen. Den omfatter alle halvøens bjerge, og er speciel på grund af dets store antal aktive vulkaner, som også er en del af den større vulkanbue Aleutian Arc. Fastlandsdelen af bjergkæden er omkring 1.000 km lang. Aleuterne er (geologisk) en delvist nedsænket vestlig forlængelse af området, der strækker sig over yderligere 1.600 km. Den officielle betegnelse "Aleutian Range" omfatter dog kun fastlandetstoppene og toppene på Unimak Island. Området er næsten udelukkende vejløst vildnis. Katmai National Park and Preserve, en stor nationalpark i området, og kan kun nås med båd eller fly.
Aleuternes kerneområde kan opdeles i tre bjerggrupper. Opført fra sydvest til nordøst er de:
- Bjerge på Alaska-halvøen og Unimak Island
- Chigmit-bjergene
- Neacola-bjergene

Lige nord for Aleutian Range ligger Tordrillo-bjergene, den sydøstligste udstrækning af Alaska Range.
Udvalgte bjerge:
- Mount Redoubt (3.108 m), Chigmit-bjergene
- Iliamna-vulkanen (3.054 m), Chigmit-bjergene
- Mount Neacola, (2.873 m), Neacola-bjergene
- Mount Shishaldin (2.857 m), Unimak Island
- Mount Pavlof (2.715 m), Alaska-halvøen
- Mount Veniaminof (2.508 m), Alaska-halvøen
- Isanotski Peaks (2.446 m), Unimak Island
- Mount Denison (2.318 m), Alaska-halvøen
- Mount Griggs, (2.317+ m), Alaska-halvøen
- Mount Douglas (2.153 m), Alaska-halvøen
- Mount Chiginagak (2.134 m), Alaska-halvøen
- Double Peak (2.078 m), Chigmit-bjergene
- Mount Katmai (2.047 m), Alaska-halvøen
- Pogromni-vulkanen (2.002 m), Unimak-øen
- Mount Okmok (1.073 m), Fox Islands

## Vulkanudbrud
To vulkaner brød ud i løbet af sommeren 2008 på de østlige Aleutere. Den 12. juli 2008 brød Okmok-bjerget ud, og var aktiv i en måned. En gigantisk, hurtigt bevægende aske- og gassky skød op til en højde på 15.240 m som følge af dette udbrud.
Mount Kasatochi var hjemsted for det andet udbrud, som fandt sted den 7. og 8. august. Dette udbrud sendte også en gassky op omkring 15.000 høj. Sammen afsatte disse to kraftfulde vulkanudbrud emissioner af sporgasser og aerosoler i atmosfæren. Disse emissioner dannede et sulfataerosollag, der i overførte 1,6 Tg SO 2 til stratosfæren og forstyrrede flyvninger over dette område i en kort periode efter udbruddene.

## Jordskælv
Et Jordskælv på 7,9 Mw fandt sted i juni 2014 på Aleuterne i en fokusdybde på 107 km. Skælvet blev forårsaget af skrå normal forkastning langs Aleutergraven, en konvergent grænse, hvor Stillehavspladen subducerer sig under den nordamerikanske plade omkring 59. mm/år.